# Wolf (rivière du Tennessee)
Pour les articles homonymes, voir Wolf.

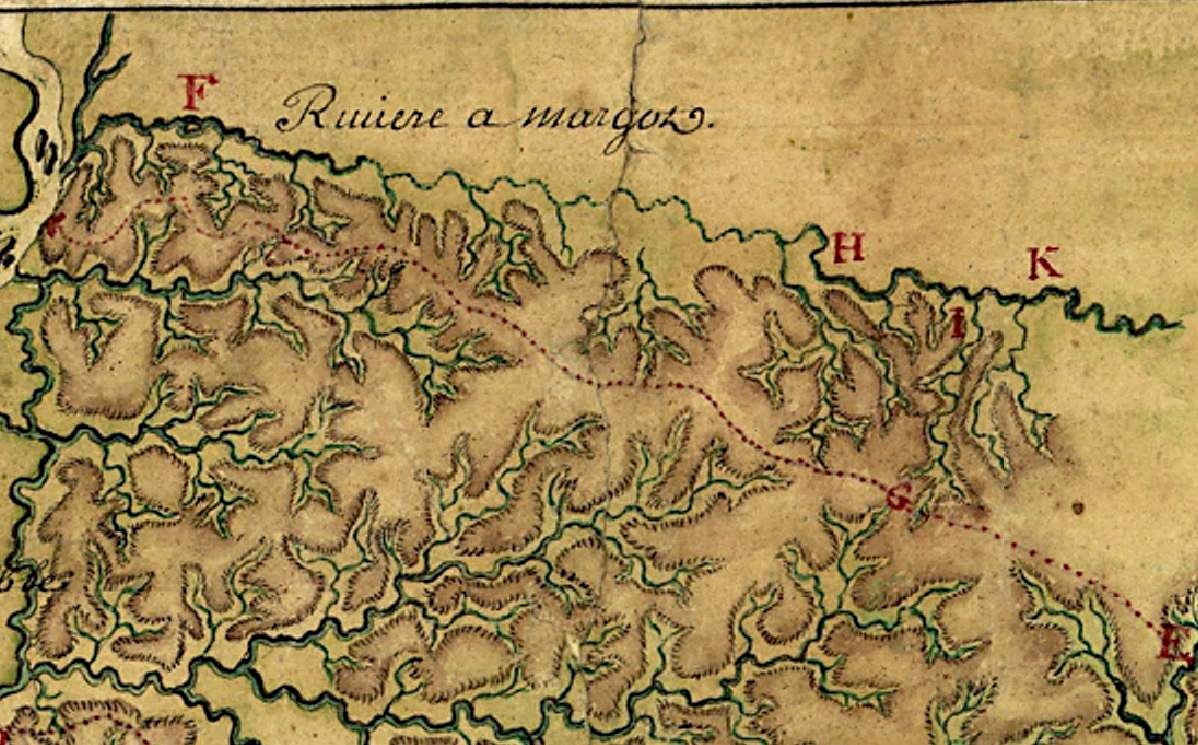
La rivière à Margot (Wolf River), en 1740.

La rivière Wolf est un cours d'eau qui coule dans l'État du Tennessee aux États-Unis et qui se jette dans le Mississippi, rive gauche, à la hauteur de la ville de Memphis. À l'époque de la Nouvelle-France et de la Louisiane française, la rivière s'appelait rivière à Margot. Vers la fin de la période française de la Louisiane, la rivière fut rebaptisée rivière du Loup par les Franco-Louisianais. Ce nom fut anglicisé en Wolf River après la vente de la Louisiane par Napoléon Ier aux États-Unis.

## Géographie
Cette rivière prend sa source dans la forêt nationale de Holly Springs près de la ville de Ashland.
La rivière parcourt 145 kilomètres avant d'atteindre sa confluence avec le Mississippi dans lequel elle se jette, à la hauteur de la ville de Memphis.
La rivière prend sa source à 165 mètres d'altitude et se jette dans le Mississippi à 65 mètres d'altitude, soit cent mètres de dénivelé en 145 kilomètres.
Son bassin fluvial est de 1 432 km2. Ses eaux alimentent le bassin fluvial du Mississippi.
La rivière Wolf s'écoule sur la zone sismique de New Madrid, une faille qui traverse cette partie des États-Unis.

## Histoire
La Wolf vit se développer la civilisation du Mississippi pendant des siècles. À l'arrivée des premiers européens, les Amérindiens de la Nation Chicacha vivaient sur ce vaste territoire.
Au XVIIe siècle, l'explorateur français Cavelier de La Salle descendit le Mississippi lors de sa cinquième expédition à bord de plusieurs canoës. Il établit un poste de traite fortifié qui prit le nom de Fort Prud'homme en mémoire de l'un de ses compagnons perdu mais retrouvé sain et sauf plusieurs jours après. Ce fortin entouré d'une palissade en bois, surveillait le paysage du haut des falaises de Chickasaw Bluff qui dominent le fleuve Mississippi et la « rivière à Margot », la première dénomination à l'époque de la Louisiane française, de la rivière Wolf.
La région était le territoire des Amérindiens de la Nation Chicacha. Ces derniers s'opposèrent à la mainmise française sur le grand fleuve Mississippi.
Quelques dizaines d'années plus tard, dans la première moitié du XVIIIe siècle, les Français édifieront un nouveau fort, le fort de l'Assomption, en ce lieu escarpé en haut des Chickasaw Bluff qui domine le Mississippi et la rivière à Margot.
Depuis 1985, une association de protection de la nature, la Wolf River Conservancy s'occupe de la protection de la biodiversité de ce cours d'eau.
C'est dans cette rivière que le chanteur Jeff Buckley trouve accidentellement la mort par noyade le 29 mai 1997 en étant aspiré dans les eaux après le passage d'un bateau à aubes. 